# Punto de transición
En el campo de la dinámica de fluidos, el punto en el que la capa límite cambia de laminar a  turbulento se denomina punto de transición. Dónde y cómo se produce esta transición depende del número de Reynolds, del gradiente de presión, de las fluctuaciones de presión debidas al sonido, de la vibración de la superficie, del nivel inicial de turbulencia del flujo, de la succión de la capa límite, de los flujos de calor superficiales y de la rugosidad de la superficie. Los efectos de una capa límite convertida en turbulenta son un aumento del arrastre debido a la arrastre por fricción superficial. A medida que aumenta la velocidad, el punto de transición de la superficie superior tiende a desplazarse hacia delante. Al aumentar el ángulo de ataque, el punto de transición de la superficie superior también tiende a desplazarse hacia delante.

## Posición
La posición exacta del punto de transición es difícil de determinar debido a que depende de una gran cantidad de factores. Sin embargo, existen varios métodos para predecirlo con cierto grado de exactitud. La mayoría de estos métodos giran en torno al análisis de la estabilidad de la capa límite (laminar) utilizando la teoría de la estabilidad: una capa límite laminar puede volverse inestable debido a pequeñas perturbaciones, convirtiéndola en turbulenta. Uno de estos métodos que evalúa el punto de transición de este modo es el método eN.

### Método eN
El método eN funciona superponiendo pequeñas perturbaciones al flujo, considerándolo laminar. Se supone que tanto el flujo original como el perturbado satisfacen las ecuaciones de Navier-Stokes. Este flujo perturbado puede linealizarse y describirse con una ecuación de perturbación. Esta ecuación puede tener soluciones inestables. Cualquier caso de perturbación en el que la ecuación de perturbación tenga soluciones inestables puede considerarse inestable y, por tanto, podría conducir a un punto de transición. Este método supone un flujo paralelo a la capa límite con una forma constante, lo que no siempre será el caso en el análisis. Sin embargo, el método puede utilizarse para determinar la (in)estabilidad local en la posición en el vano. Si se produce una transición local, también debe producirse en las mismas circunstancias en el marco global. Este análisis puede repetirse para varias estaciones de vano. Como el punto de transición viene determinado por el primer punto en el que se produce, sólo se busca el punto más cercano al borde de ataque en el que se produce.
Una función de flujo de perturbación bidimensional puede definirse como {\displaystyle \Psi (x,y,t)=\phi (y)e^{-\alpha _{i}x}e^{i(\alpha _{r}x-\omega t)}}, a partir de la cual las componentes de velocidad de perturbación en las direcciones x- e y se deducen de {\displaystyle u'={\frac {\partial \Psi }{\partial y}};v'=-{\frac {\partial \Psi }{\partial x}}}.  Aquí la frecuencia circular ω se toma como real en la corriente perturbadora, y el número de onda α complejo. Por lo tanto, en el caso de una inestabilidad, la parte compleja del número de onda tiene que ser positiva para que haya una perturbación creciente. Cualquier perturbación previa que pase se amplificará mediante {\displaystyle \sigma _{a}=\ln {\frac {a}{a_{0}}}=\int _{x0}^{x}-\alpha _{i}dx}, donde x0 es el valor de x en el que la perturbación con frecuencia ω se vuelve inestable por primera vez (conocida como ecuación de Orr-Sommerfeld). Los experimentos de Smith y Gamberoni, y posteriormente de Van Ingen, han demostrado que la transición se produce cuando el factor de amplificación (que es el factor crítico de amplificación) es igual a 9. Para los túneles de viento limpio y para la turbulencia atmosférica, los factores críticos de amplificación son iguales a 12 y 4 en ese orden.
Los experimentos han demostrado que los mayores factores que afectan a la posición en la que esto ocurre son la forma del perfil de velocidad sobre la superficie que genera la sustentación, el número de Reynolds, y la frecuencia o longitud de onda de las propias perturbaciones.
Detrás del punto de transición en una capa límite aumenta la velocidad media y la resistencia por fricción.